# مارك (قسيس)
مارك (بالألمانية: Mark Arndt)‏ هو قسيس ألماني، ولد في 29 يناير 1941 في كيمنتس في ألمانيا.